# Ħaġar Qim
Ħaġar Qim est un site archéologique situé près de la ville de Qrendi, sur l'île de Malte.

## Historique
Connu depuis le XVIIe siècle, le site est dégagé en 1839 par J. G. Vance et fouillé en 1885 par Antonio Annetto Caruana. En 1909, Themistocles Zammit et T. E. Peet le fouillent à nouveau comme T. Ashby en 1910.
Il est restauré entre 1947 et 1950. En 1992, l'UNESCO rajoute les temples de Ħaġar Qim au patrimoine mondial de l'humanité.

## Description

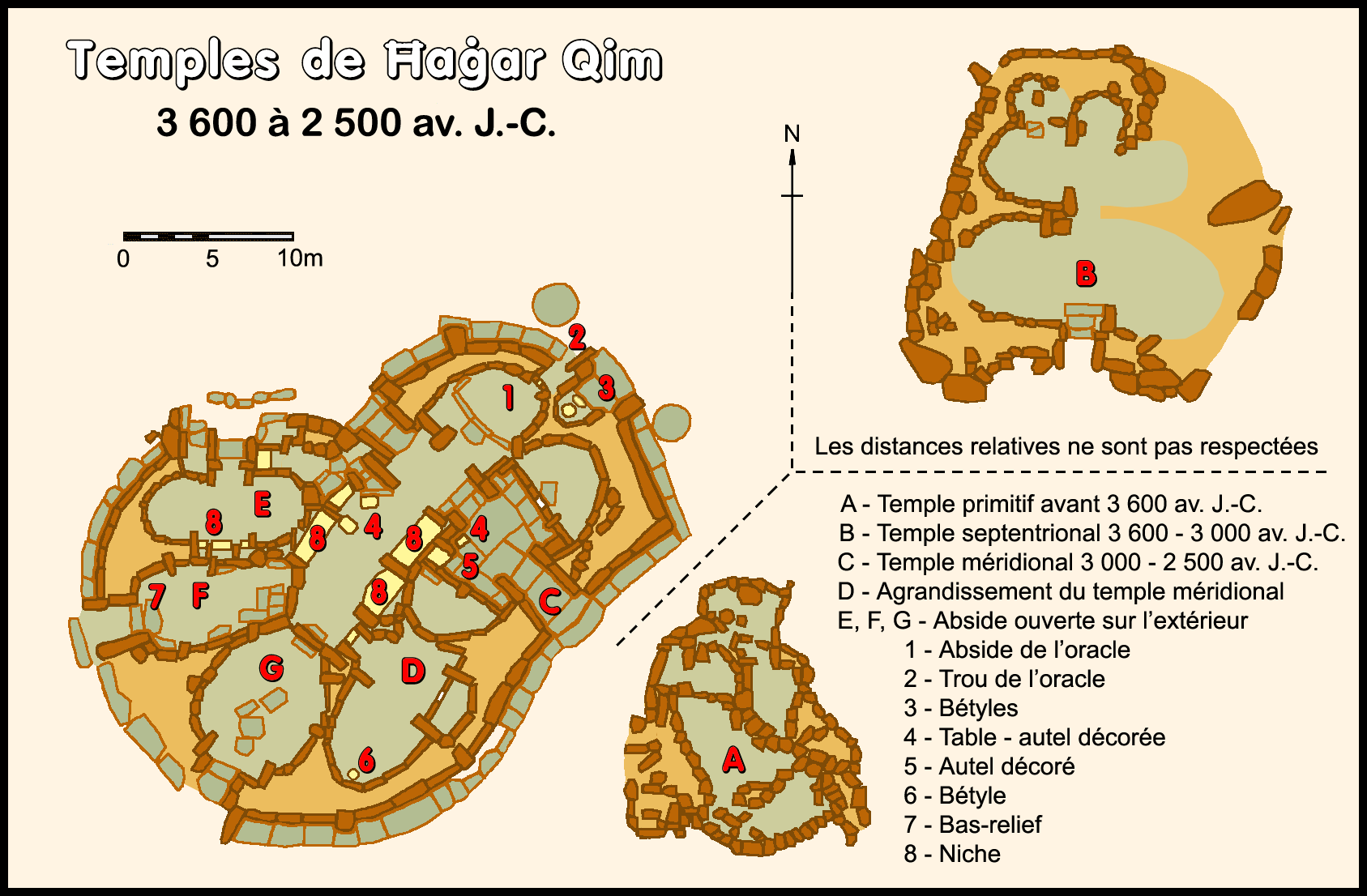
Plan du temple de Ħaġar Qim

Les ruines de quatre temples sont échelonnées sur une période de mille ans (3 600-2 500 av. J.-C.)[réf. nécessaire]. Les restes de la plus vieille construction sont aujourd'hui peu identifiables. Au sud du site, des ruines, maintenant difficilement lisibles (environ 18 × 12 m), remontent au moins à la phase Mġarr (3 800-3 600 av. J.-C.). Au nord du site, le temple septentrional (25 × 20 m) montre un plan polylobé de la phase Ġgantija (3 600-3 000 av. J.-C.).
Au centre du site, le mur d'enceinte méridional (environ 35 × 28 m) englobe un temple et une succession d'agrandissements/aménagements sur une période d'au moins cinq siècles.
Rompant avec le plan canonique, le temple d'Ħaġar Qim est différent de tous les autres. Le temple méridional est à l'origine un temple sur le modèle du temple de Mnajdra avec quatre absides et une niche. Les trois agrandissements ultérieurs ont en commun une originalité par rapport au plan canonique, ils s'ouvrent directement à l'extérieur et n'ont pas de communication interne entre eux. Il est d'abord agrandi par une salle venant se greffer sur une abside et non pas par devant les salles existantes et les agrandissements successifs se font par adjonction de salles sans communication directe avec le temple. Ħaġar Qim possède aussi la particularité d'inclure un sanctuaire extérieur dans le mur de ceinture.
L'ensemble d'Ħaġar Qim, construit entièrement en pierre taillée dans du calcaire à globigérine, marque le point culminant de l'esthétisme architectural de la « culture des temples » qui s'étend de 3 000-2 500 av. J.-C.,. A Ħaġar Qim, l'entrée trilithique est encadrée de chaque côté par deux pierres de face, surmontées de deux rangs de pierres sur lit, le rang supérieur venant parfaitement s'encastrer dans les pierres de face suivantes. La façade nord-est comporte, juste à côté du couloir donnant accès au trou de l'oracle, un sanctuaire abritant deux bétyles ; un élancé, supposé représenter le sexe masculin, et un beaucoup plus bas, de forme trapézoïdale, supposé représenter le sexe féminin. Sur la gauche des bétyles, la plus importante pierre d'enceinte utilisée dans un temple maltais mesure 6,4 m de long par 5,2 m de haut pour un poids estimé de vingt tonnes. 

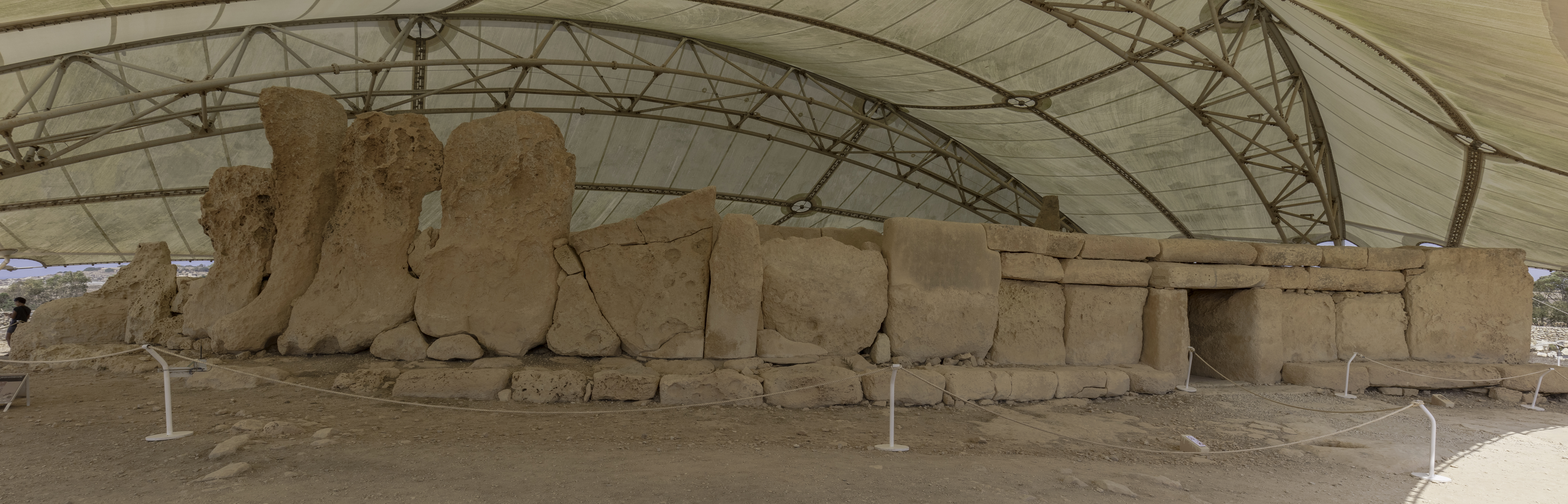
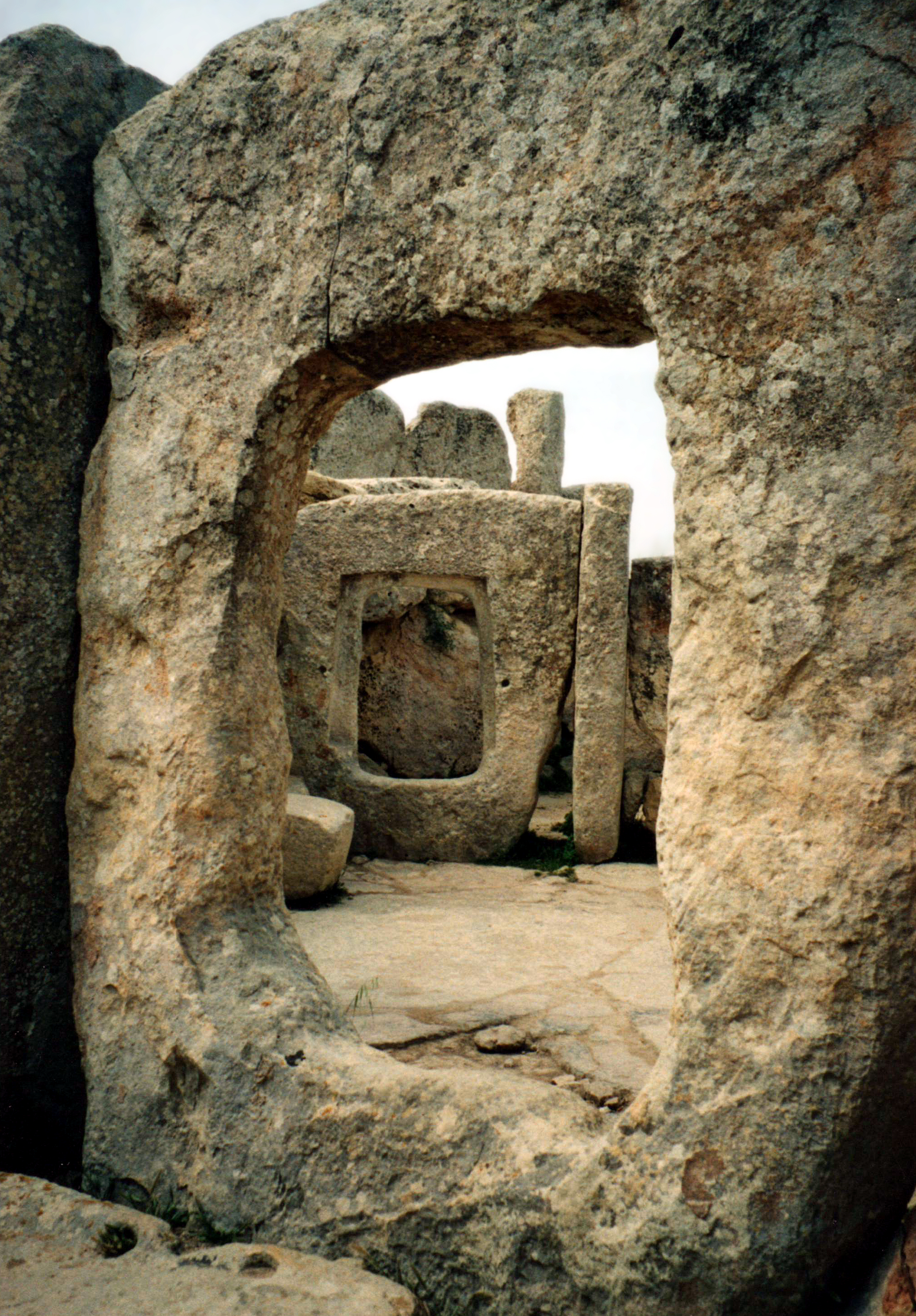
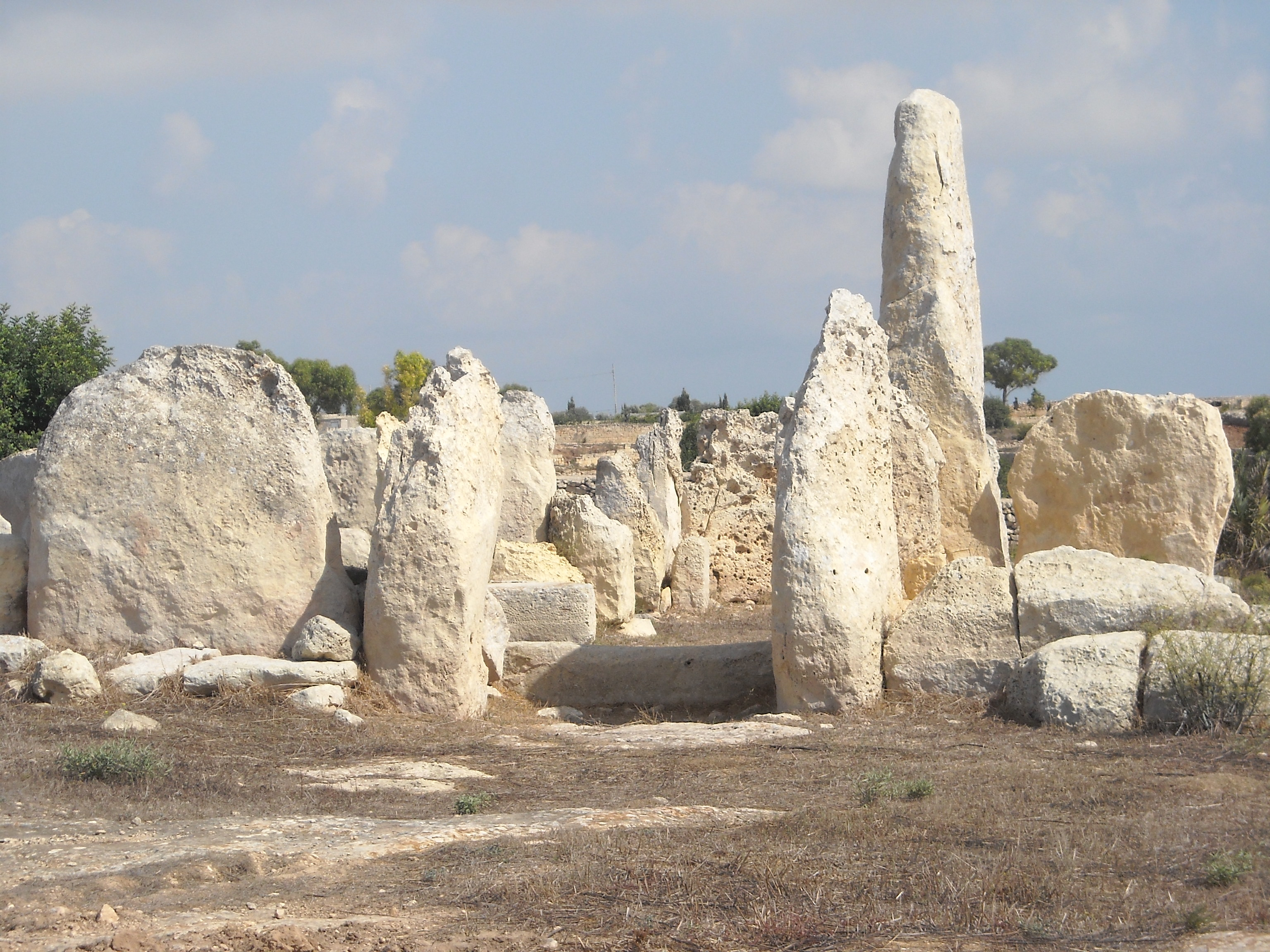
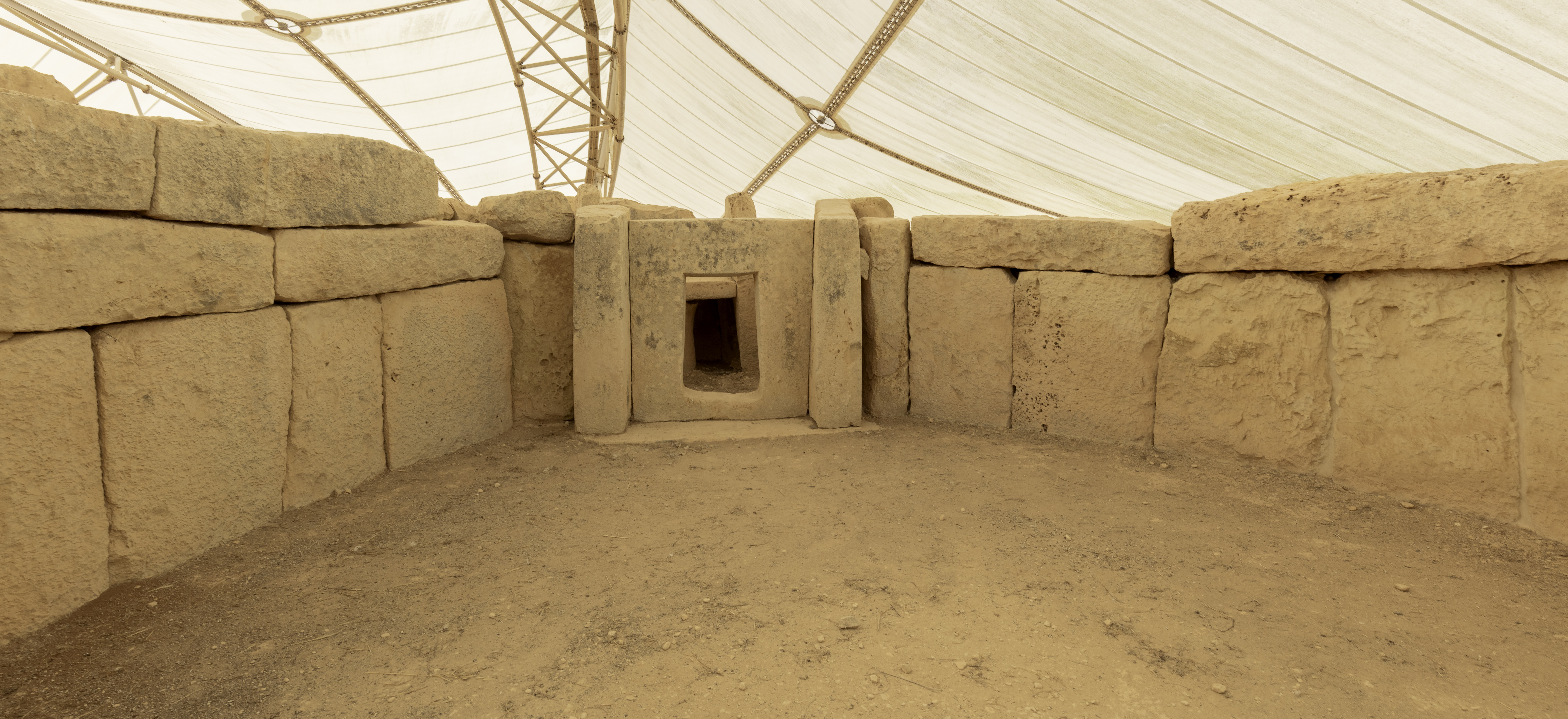
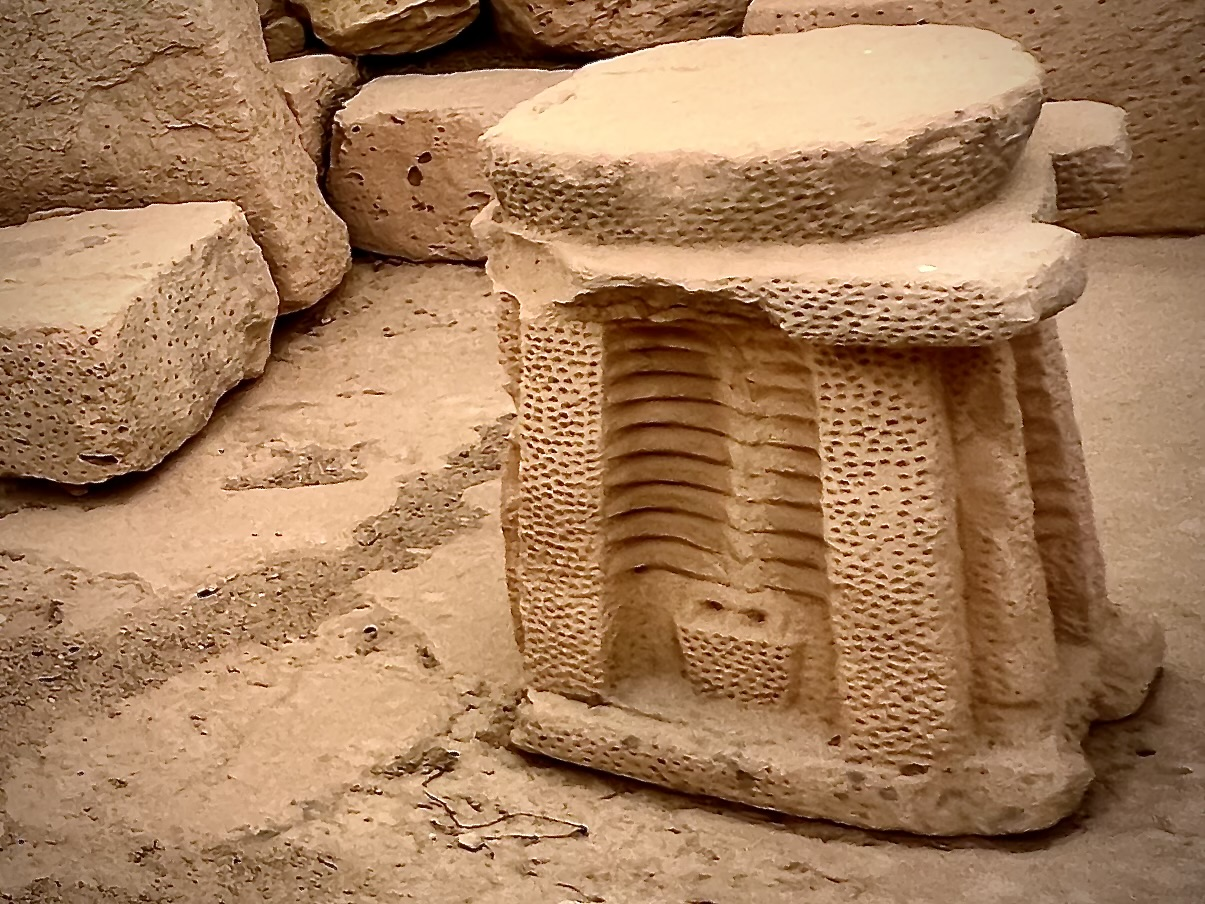
Autel avec décor de plante dans un pot.
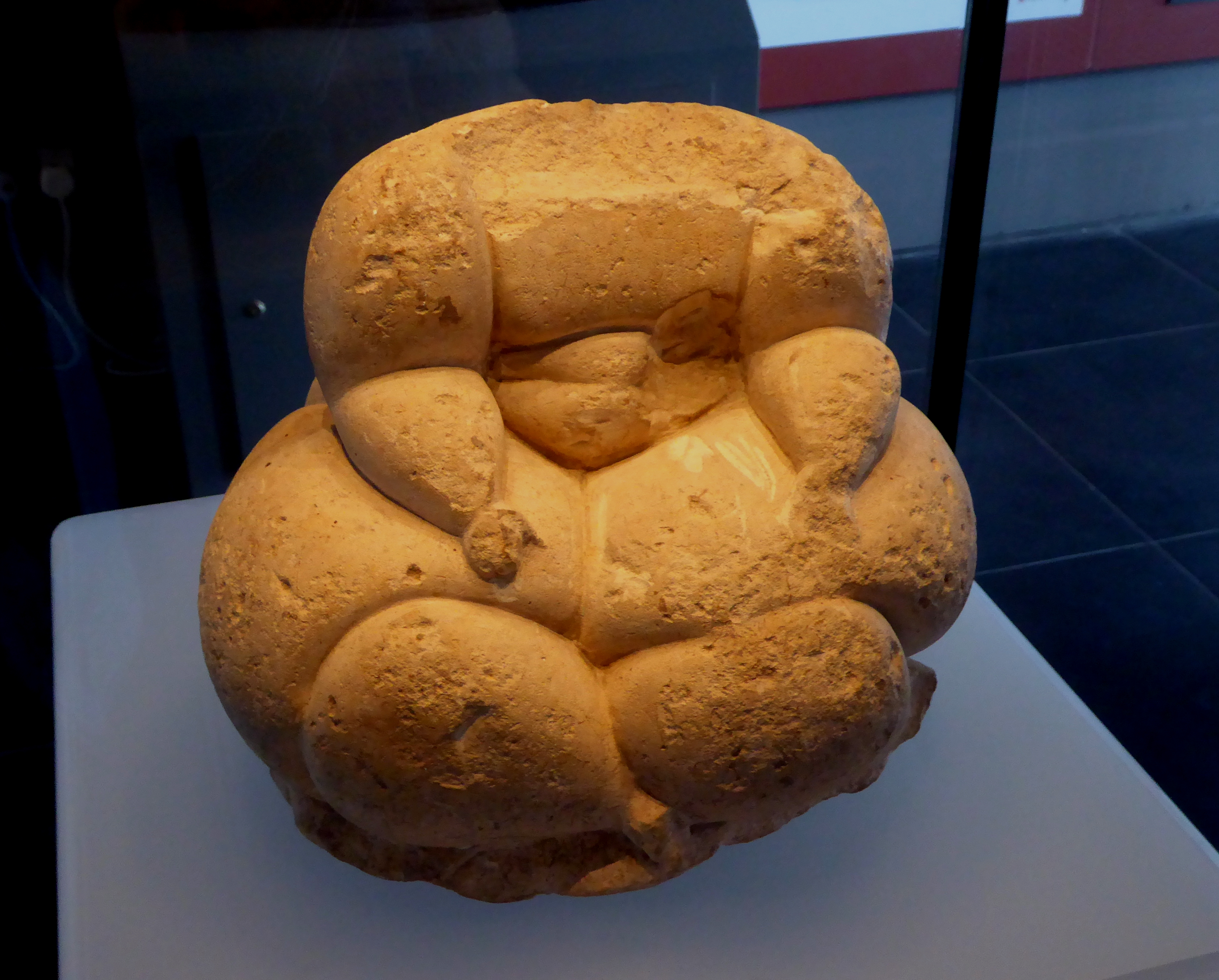
Statuette de personnage corpulent.
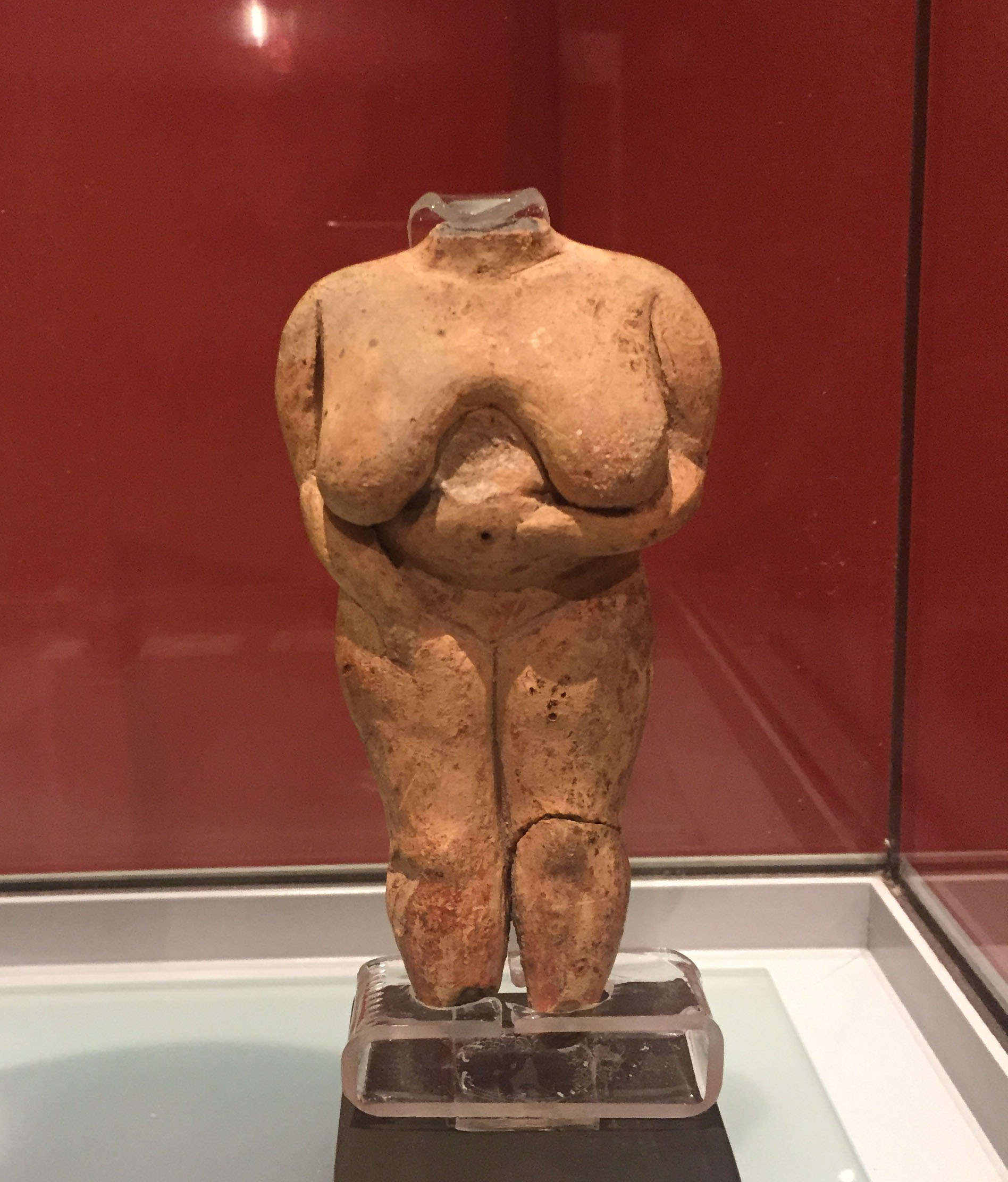
La « Vénus de Malte ».

## Matériel archéologique
Les fouilles mirent au jour dans la première abside ouest au moins sept statuettes en pierre représentant un personnage sans attributs sexuels très corpulent, sans tête, ainsi que la « Venus de Malte » et une dalle décorée de deux spirales en relief et un petit autel comportant de chaque côté un décor représentant une plante en pot.